# Biberach an der Riß
Biberach an der Riß é uma cidade da Alemanha, no distrito de Biberach, na região administrativa de Tubinga, estado de Baden-Württemberg.

## Ligações externas

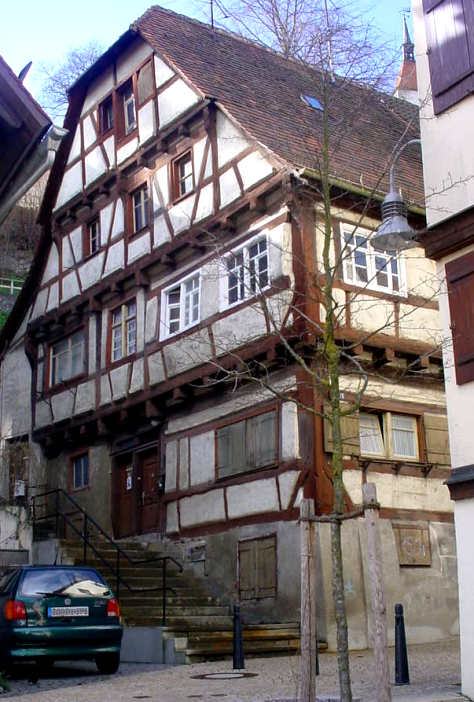
Parte de Weberberg

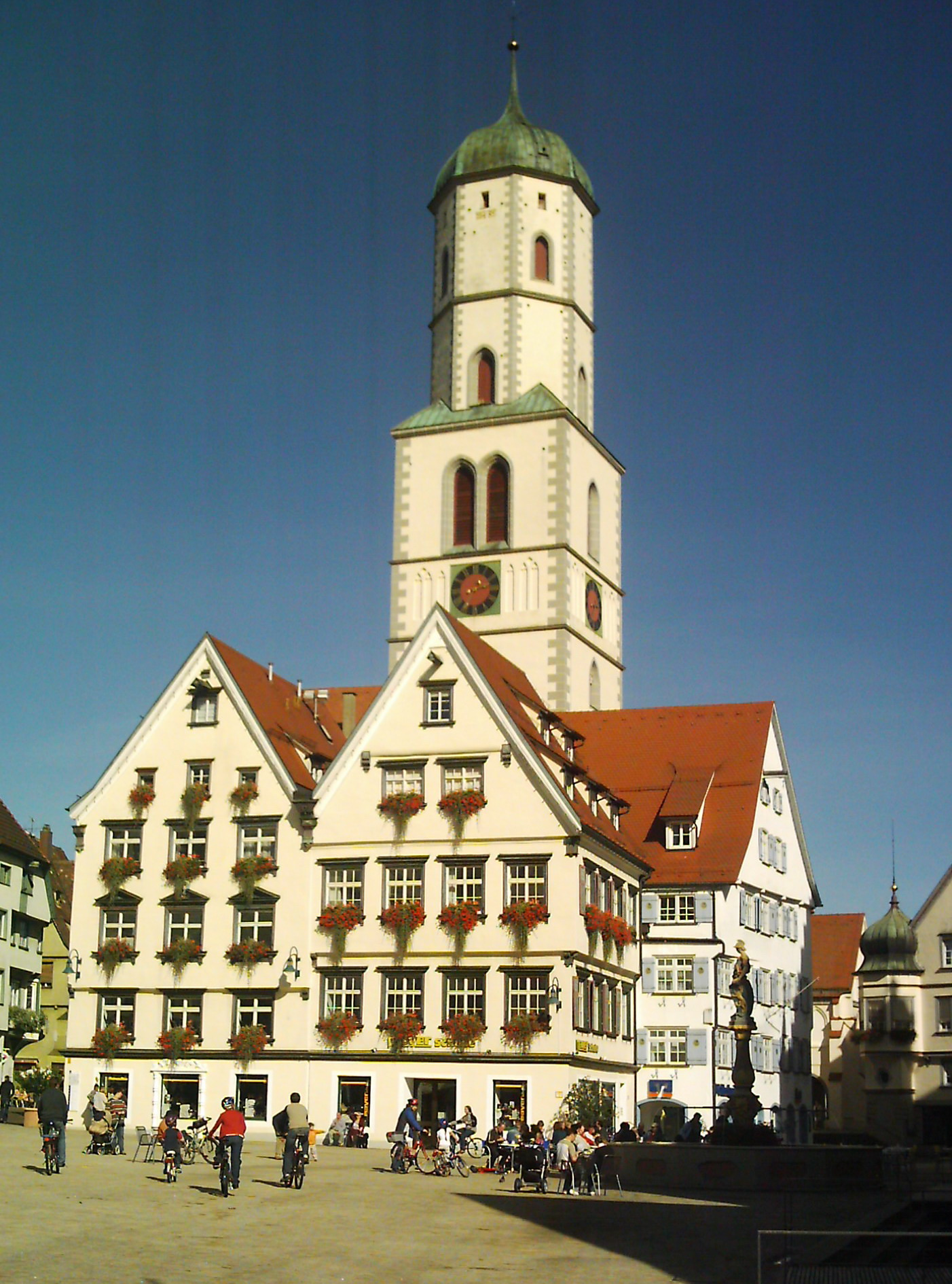
Praça do mercado (Marktplatz) e igreja de St. Martin